# Salchad (dystrykt)
Salchad – jedna z 3 jednostek administracyjnych drugiego rzędu (dystrykt) muhafazy As-Suwajda w Syrii.
W 2004 roku dystrykt zamieszkiwało 60 375 osób.